# Mont Ippāsankyū
Le  mont Ippāsankyū (1839峰, Ippāsankyū hō, littéralement « mont 1839 ») est une montagne culminant à 1 842 m d'altitude dans les monts Hidaka en Hokkaidō au Japon.